# 錢鏵
錢鏵（891年—945年），杭州临安人。中国五代十国时期吴越国大臣。
錢鏵是钱宽第五子，是吴越武肃王钱镠的弟弟。錢鏵出生的时候，手里的纹路好像王字，生下来不久钱宽就死了，其兄钱镠将他抚养长大。钱镠死后，錢鏵请服丧通服来报答。他会绘画和音律。担任温州（治今浙江省温州市）刺史、明州（治今浙江省宁波市）刺史，检校太尉，转任恩州防御使。文穆王钱元瓘时，担任两浙行军司马，奏改本州团练使、顺化军节度使，封楚国公。后晋开运二年（945年），去世，时年五十五岁，谥号忠简。